# Aiden McGeady
Aiden McGeady (Glasgow, Skócia, 1986. április 4. –) ír válogatott labdarúgó.
Skóciában született, de Írországot képviselte 93 alkalommal. A válogatottal részt vett a 2012-es Európa-bajnokságon és 2016-os Európa-bajnokságon.

## Pályafutása

### Celtic

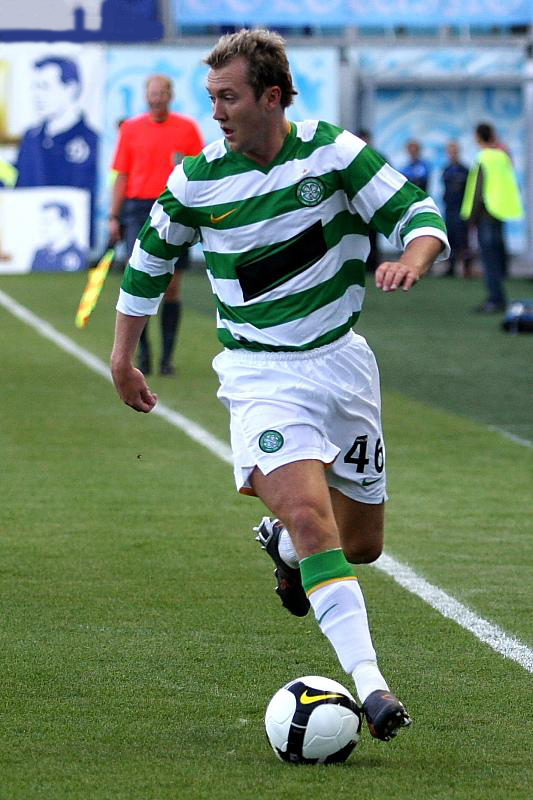
McGeady a Celticben

McGeady 2001-ben került a Celtic ifiakadémiájára a Queen's Parktól. 2004. április 24-én, 18 évesen, a Hearts ellen debütált a felnőttek között. Kezdőként lépett pályára a mérkőzésen, és 17 perc alatt első gólját is megszerezte. A 2004/05-ös szezon hozta meg az áttörést a számára, 27 bajnokin lépett pályára, és a Bajnokok Ligájában is bemutatkozott, az AC Milan ellen. A következő idényben térdsérülés hátráltatta, és Shaun Maloney, valamint Nakamura Sunszuke jó teljesítménye miatt valamivel kevesebb lehetőséget kapott. Így is 19 bajnoki mérkőzésen játszott, ezzel hozzájárulva a Celtic bajnoki címéhez.
2007 januárjában Maloney az Aston Villához igazolt, McGeady ezután állandósította helyét a zöld-fehérek kezdőjében. Tagja volt annak a csapatnak is, mely története során először kvalifikálta magát a Bajnokok Ligája egyenes kieséses szakaszába. McGeadyék a csoportban a Manchester Unitedet, a Benficát és az FC Københavnt is megverték. A legjobb 16 között a Milantól kaptak ki hosszabbítás után 1-0-ra.
A 2007/08-as volt az első igazán sikeres szezonja, rengeteg dicséretet kapott, és egyéni díjakat is besöpört. Egyik legemlékezetesebb meccse az Aberdeen elleni volt, amelyen egy gólt lőtt, és három gólpasszt adott. Az egész idény során remekül szolgálta ki a csatárokat, a Rangers ellen 3-2-re megnyert Old Firmön is gólpasszt adott Scott McDonaldnak. Ez a mérkőzés rendkívül fontos volt a Celtic újabb bajnoki címe szempontjából. 2008. április 20-án a legjobb játékosnak és a legjobb fiatal játékosnak járó díját is neki ítélték Skóciában. Rajta kívül korábban csak egy labdarúgó kapta meg a két elismerést egyazon szezonban: Shaun Maloney 2006-ban.
A következő idényt McGeady már a Celtic egyik legnagyobb sztárjátékosaként kezdte, de meglehetősen gyengén teljesített. Emiatt össze is veszett az öltözőben a menedzserrel, Gordon Strachannel. Az eset miatt két hét fizetésmegvonásra és kétmeccses eltiltásra büntették. Strachan később tagadta, hogy valóban összeszólalkozott volna a játékossal. A csapat végül csak a második helyen végzett a Rangers mögött, a menedzser pedig rövidesen távozott.
A 2009/10-es évad már jobban kezdődött McGeady számára, az Aberdeen elleni első mérkőzésen két gólt is szerzett. A folytatás már nem volt ilyen jó, a Celtic gyengén teljesített, a kupából például az akkor másodosztályú Ross County ejtette ki őket. A bajnokságot a Rangers nyerte, így a csíkos mezesek 2003 óta először trófea nélkül maradtak.

### Szpartak Moszkva
2010 augusztusában a Celtic elfogadta az orosz Szpartak Moszkva 9,5 millió fontos, McGeadyért tett ajánlatát. A játékos így elutazhatott Oroszországba, ahol augusztus 13-án négy és fél éves szerződést írt alá. Ezzel ő lett a skót futballtörténelem legdrágábban eladott játékosa. A Szpartakban 2010. szeptember 11-én, a Szaturn ellen mutatkozott be. Első gólját szeptember 24-én, az Amkar Perm ellen szerezte. A szezon utolsó mérkőzésén, a Gyinamo Moszkva elleni fővárosi rangadón piros lapot kapott a Marcin Kowalczyk elleni szabálytalansága miatt. 2010. december 9-én az Orosz labdarúgó-szövetség beválasztotta az Oroszországban játszó 33 legjobb játékos közé. A jobbszélsők rangsorában a második helyen végzett.

### Visszatérés a Brit-szigetekre
2014-ben elhagyta Moszkvát és az Evertonba igazolt. Itt három évig játszott, amelyből másfelet kölcsönben töltött a Sheffield Wednesday és a Preston North End csapatainál. Ezt egy öt éves időszak követte a Sunderlandnél, ahol 150 alkalommal lépett pályára. A 2021–2022-es szezon végén lejárt a szerződése, a csapat pedig úgy döntött nem hosszabbít vele. Utolsó két szezonját szülőhazájában, Skóciában töltötte, a Hibernian és az Ayr United csapatainál. Az utóbbi klubnál sportigazgató is volt.
2024. október 17-én McGeady bejelentette visszavonulását.

## Válogatott
McGeady a Queen's Parknál töltött ideje alatt skót ifiválogatottakban szerepelt, részt vett egy párizsi U13-as világbajnoki tornán is. Miután a Celtichez került, nem szerepelhetett többet a skót iskolás válogatottakban a mérkőzések kedvezőtlen időpontja miatt. A Skót labdarúgó-szövetség szabályai szerint többé nem szerepelhet az iskolai válogatott színeiben az, aki korábban elutasított egy behívót, vagy klubja megtiltotta neki a szereplést.
McGeadynek ezzel azonban nem kellett lemondania a válogatott szereplésről, apai nagyszülei ugyanis Írországból származnak, ráadásul az Ír labdarúgó-szövetség szabályzatában nincs a skótéhoz hasonló kitétel. A játékos innentől kezdve az ír korosztályos válogatottban szerepelt, bár a skót U16-os válogatott megpróbálta visszacsábítani, ő nemet mondott.
2004 júliusában, Jamaica ellen debütált az ír válogatottban. Az évek alatt McGeady a nemzeti csapat egyik állandó tagja lett, de 2010-es vb selejtezője során egy időre kikerült a kezdőből.
Első gólját 2011. március 26-án, egy Macedónia elleni Eb-selejtezőn szerezte. 2011. október 7-én, Andorra ellen is betalált, szintén Európa-bajnoki selejtezőn. Az ír válogatott a pótselejtezőt megnyerve kijutott a 2012-es Eb-re, a tornára utazó 23 fős keretnek McGeady is tagja volt. Csapat mindhárom csoportmeccsét elvesztette, így nem jutott tovább az egyenes kieséses szakaszba.

## Sikerei, díjai

### Celtic
- Skót bajnok (3): 2005–06, 2006–07, 2007–08
- Skót ligakupagyőztes (2): 2006, 2009
- Skót kupagyőztes (2): 2005, 2007

### Sunderland
- EFL League One-rájátszás: 2022[9]
- EFL Trophy: 2020–21[10]

### Egyéni
- FAI – Az év fiatal nemzetközi játékosa: 2008[11]
- PFA – Skót játékosok év játékosa: 2007–08[12]
- PFA – Az év fiatal skót játékosa: 2007–08[12]
- PFA – Az év skót csapata (SPL): 2007–08, 2008–09
- SPL – Az év fiatal játékosa: 2007–08[13]
- BBC Sportsound – Az év játékosa: 2007–08[14]
- Celtic – A rajongók év játékosa: 2007–08[15]
- Celtic – A játékosok év játékosa: 2007–08, 2009–10[16]
- Celtic – Az év fiatal játékosa: 2004–05,[17] 2005–06,[17] 2006–07[17]
- SPL – A hónap játékosa: 2004. december, 2007. november, 2008. február
- SPL – A hónap fiatal játékosa: 2005. március, 2005. november, 2006. augusztus, 2006. szeptember
- Orosz labdarúgó-szövetség Top 33: 2010,[18] 2011–12[19]
- FAI – Az év nemzetközi gólja: 2014[20]
- Preston North End – Az év játékosa: 2016–17
- EFL Championship – A hónap játékosa: 2017. február
- PFA – Az év csapata: 2018–19 League One,[21] 2020–21 League One[22]
- Sunderland – Az év játékosa: 2018–19[23]
- Preston North End FC – Az évtized csapata: 2010–19[24]
- EFL League One – A hónap játékosa: 2019. február
- EFL League One – A szezon csapata: 2020–21

## Fordítás
- Ez a szócikk részben vagy egészben  az   Aiden McGeady című angol Wikipédia-szócikk fordításán alapul.  Az eredeti cikk szerkesztőit annak laptörténete sorolja fel. Ez a jelzés csupán a megfogalmazás eredetét és a szerzői jogokat jelzi, nem szolgál a cikkben szereplő információk forrásmegjelöléseként.